# Комарница (река)
Комарница је река на северу Црне Горе која је позната по свом кањону Невидио. Она је део водотока Пиве, извире под Дурмитором и тече кањоном дугим 40 km и дубоким 600 м. Тај кањон је уједно и последњи освојени кањон у Европи и представља велику туристичку атракцију и изазов за љубитеље кањониринга (енгл. canyoneering). Освојен је 1965. од стране ПД Јаворак из Никшића.